# Reindert Wepko van de Wint

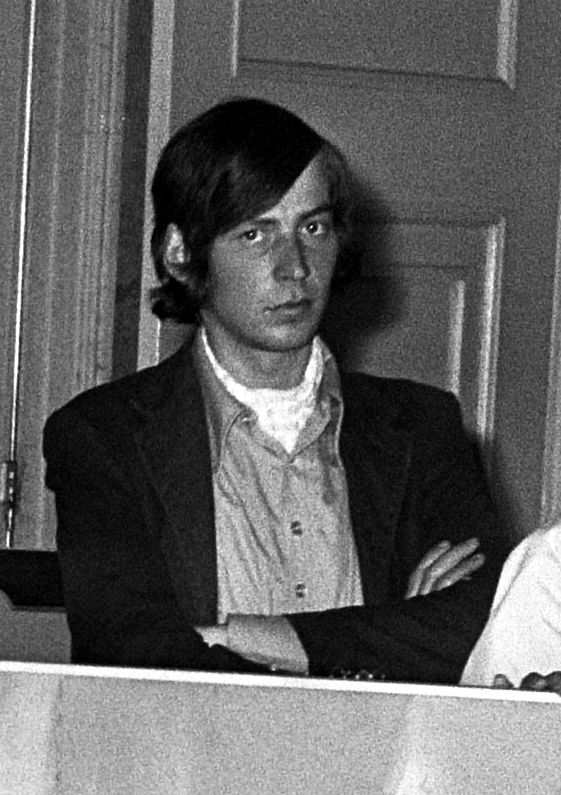
Rudi van de Wint, 1969

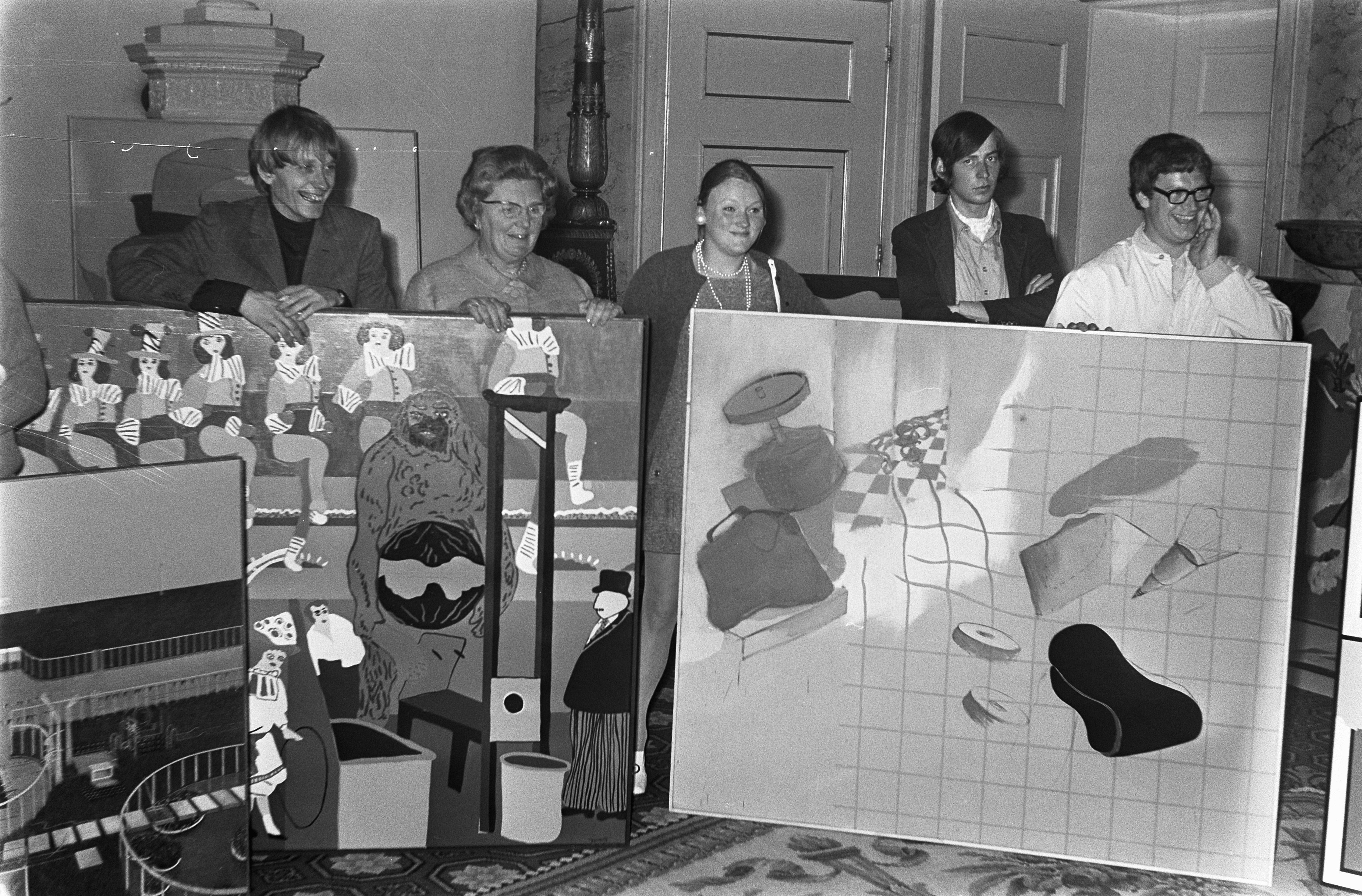
Rudi van de Wint (2e v.R.) und Königin Juliana (1969)

Reindert Wepko „Ruud“ van de Wint (* 22. Juni 1942 in Den Helder; † 30. Mai 2006 in Den Helder) war ein niederländischer Maler, Bildhauer und Architekt.

## Leben und Werk
Van de Wint wurde 1942 in Den Helder geboren und studierte von 1961 bis 1966 an der Rijksakademie van beeldende kunsten in Amsterdam. Er lebte in Huisduinen (Den Helder) in Nordholland. Dort arbeitete er seit 1980 an dem  Totalkunstwerk „Het Nollenprojekt“ im Dünengebiet De Nollen.
Van de Wint arbeitete mit Pseudonymen. Er stellte des Öfteren unter dem Namen „Die Maler: Jochem und Rudi“ aus.
Im Alter von 63 Jahren starb er. Posthum wurde am 27. März 2007 auf Teneriffa sein Mahnmal für die Flugzeugkatastrophe von Teneriffa enthüllt.

## Ausstellungen (Auswahl)

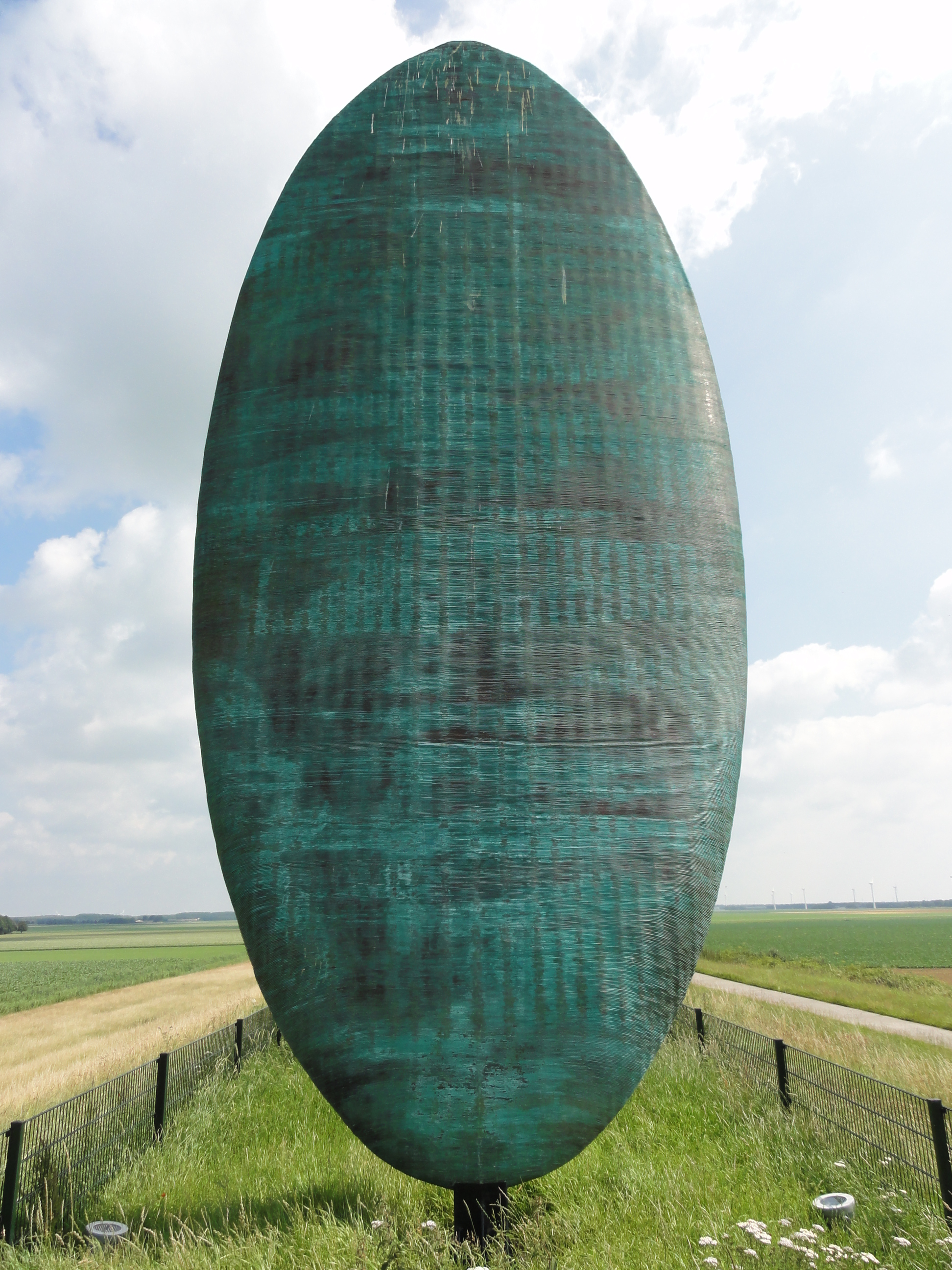
Tong van Lucifer Lelystad (1993)
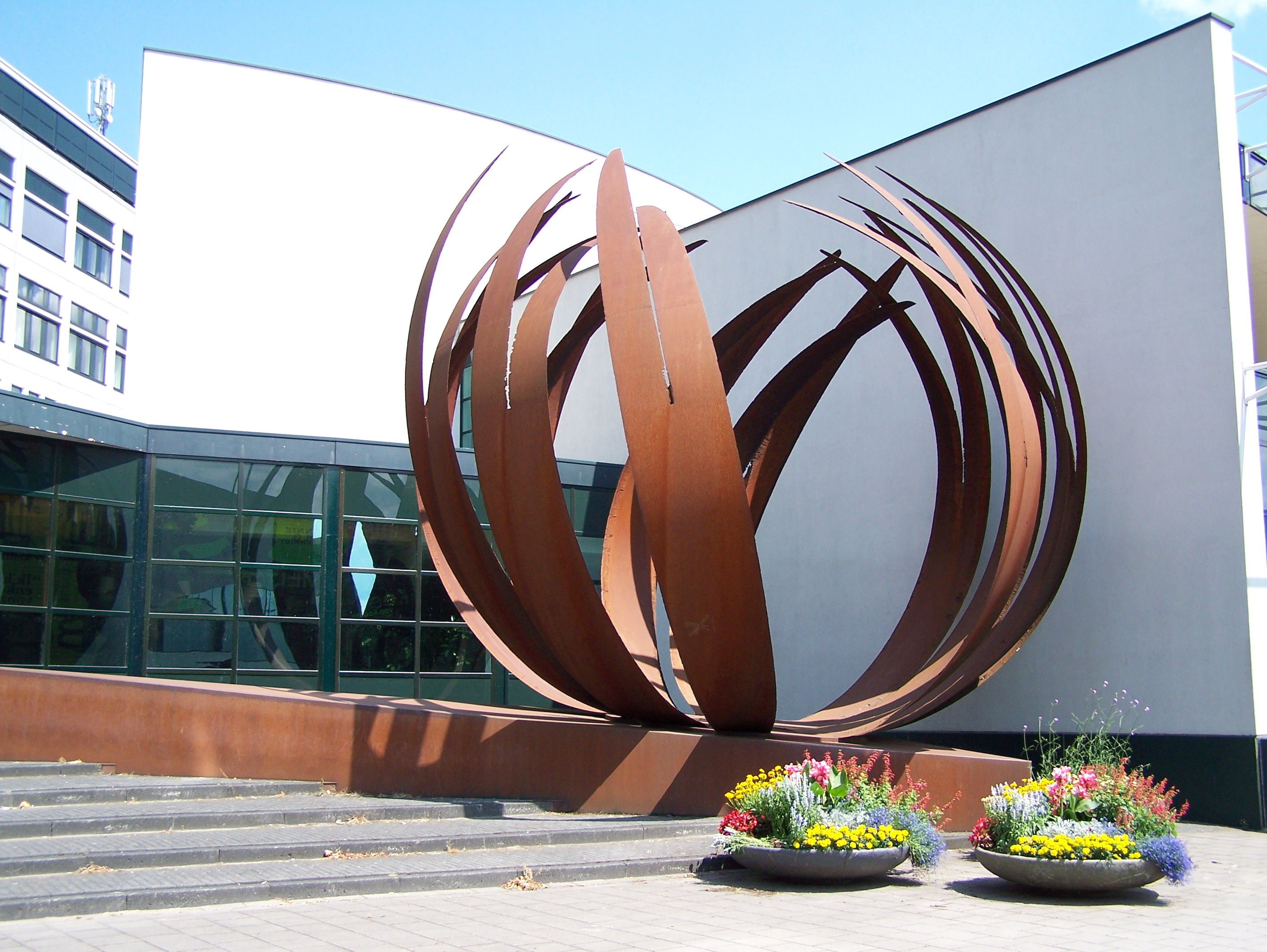
Sculptuur Deventer (1996)
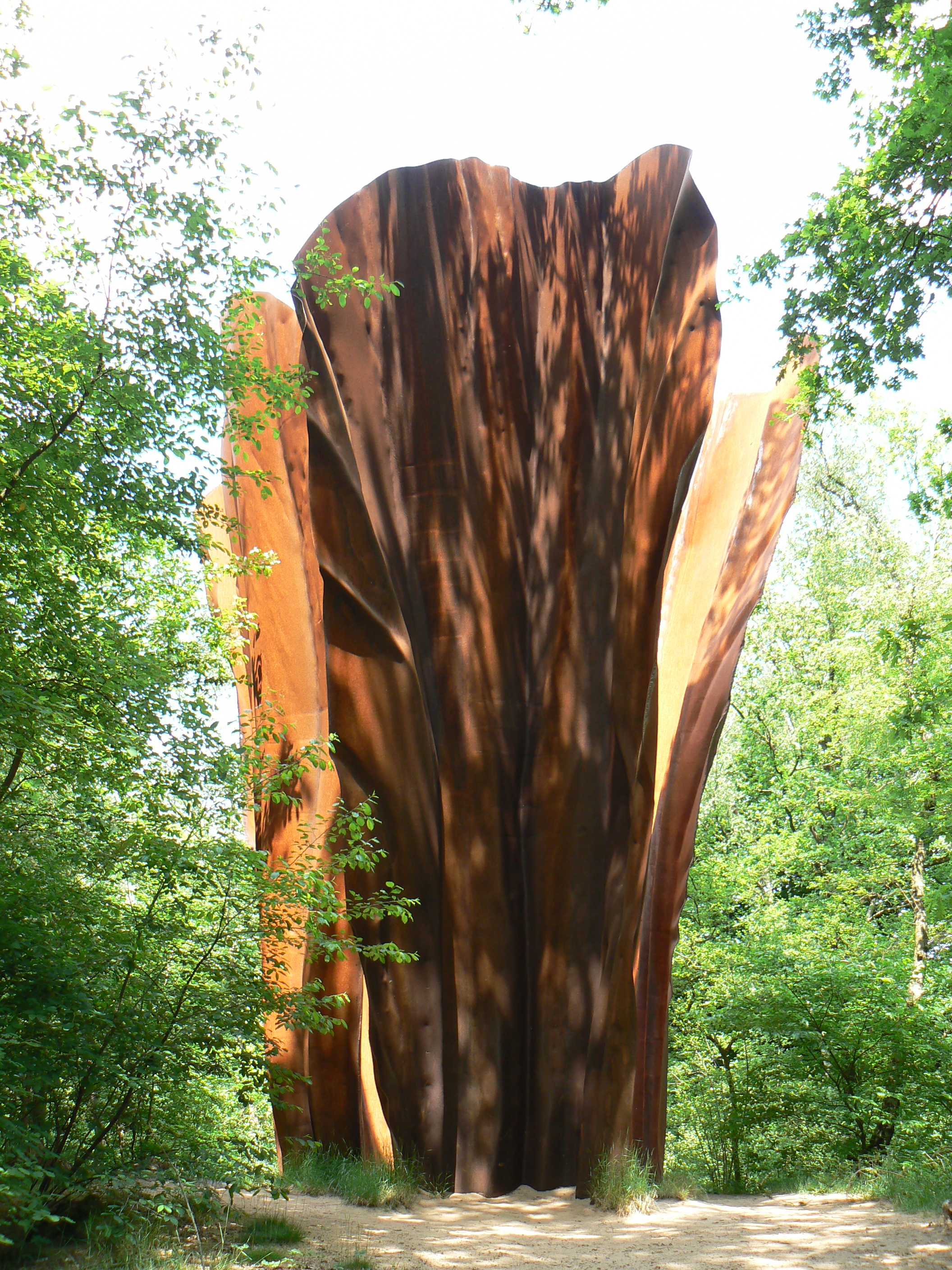
View (2001) Skulpturenpark am Kröller-Müller-Museum
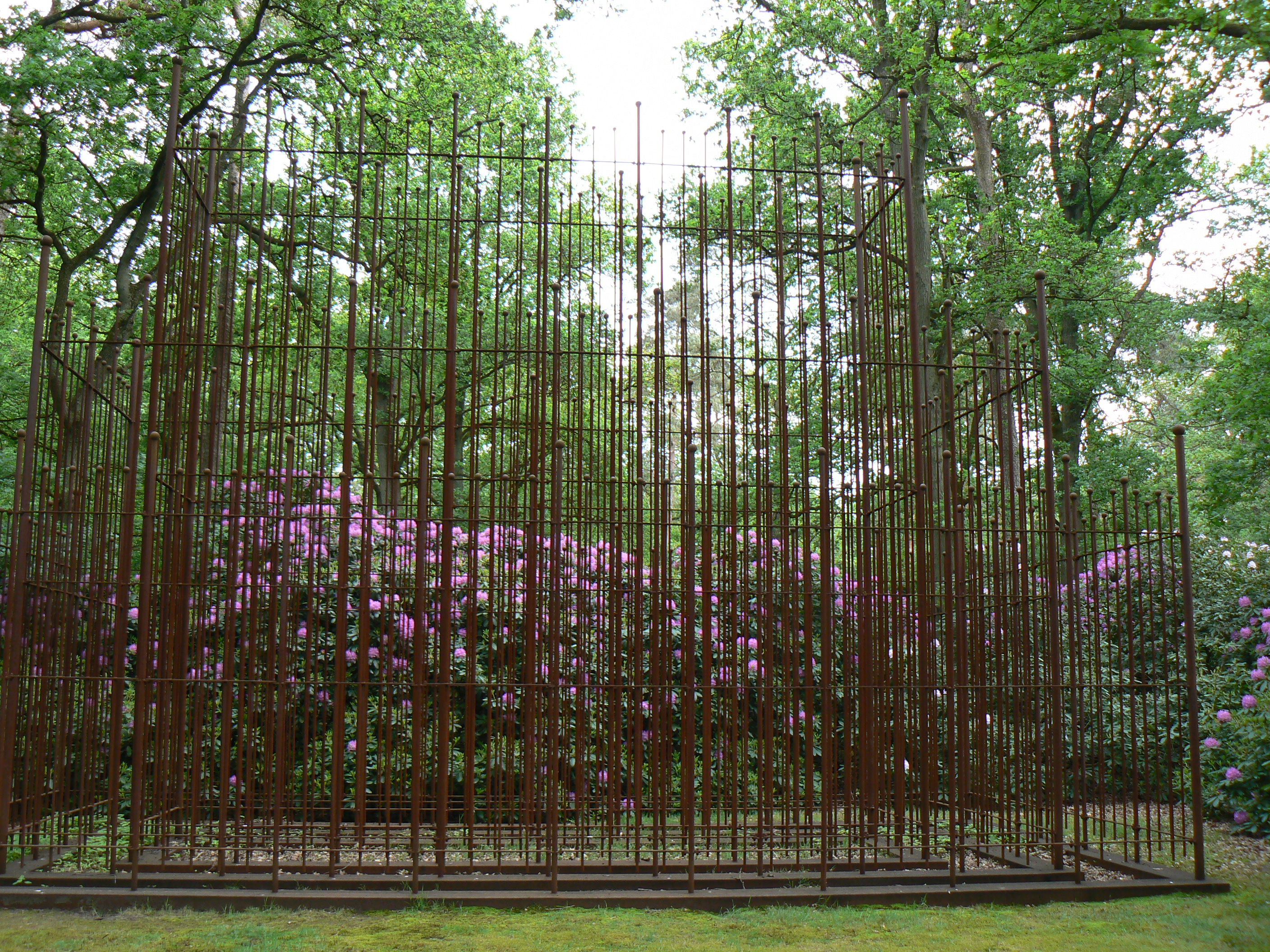
Beeld 7 (1997/2001) Skulpturenpark der KMM

- 1975: Collection d’Art, Amsterdam, Die Maler: Jochem und Rudi
- 1976: Rheinisches Landesmuseum Bonn, Die Maler: Jochem und Rudi
- 1977: documenta 6, Kassel
- 1979: Groninger Museum, Groningen, Malereien, Modell (Architektur), Zeichnungen
- 2002: Kröller-Müller Museum, Otterlo, R.W. van de Wint. Clair-obscur. Sieben Skulpturen